# Vartavar

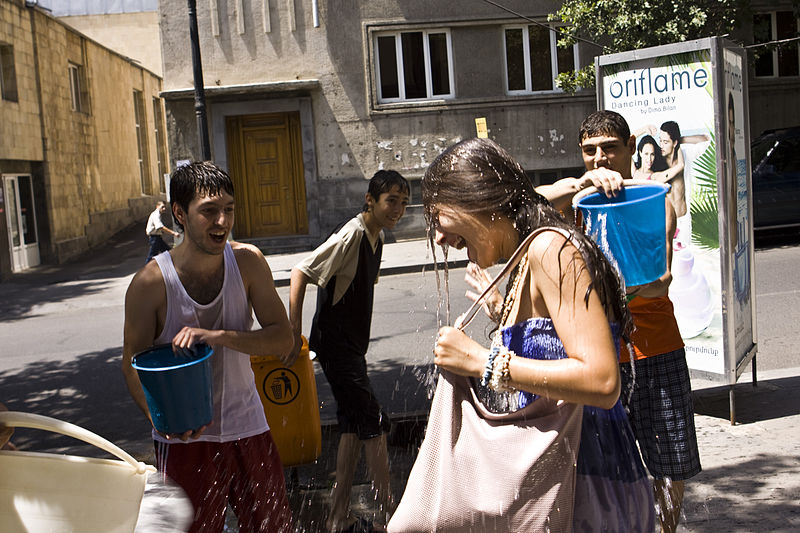
Erevan, 2011.

La Vartavar, Vardavar, Vardevar ou Vardevor (en arménien Վարդավառ ou Վարդնար), est un festival traditionnel d'Arménie où les gens de tous âges s'aspergent d'eau entre eux.

## Origine
Bien que maintenant une tradition chrétienne célébrant la transfiguration de Jésus-Christ, l'histoire de Vartavar remonte à l'époque païenne. L'ancienne fête est traditionnellement associée à Astghik (en) déesse de l'eau, de la beauté, de l'amour et de la fertilité. Les festivités associées à cette célébration religieuse d’Astghik ont été baptisées « Vartavar » car les Arméniens lui ont offert des roses en guise de célébration (vart signifie « rose » en arménien et var signifie « soulèvement »). La Vartavar est généralement célébrée au moment de la récolte des roses. 

## Festival
La Vartavar est célébrée 98 jours (14 semaines) après Pâques. Pendant la journée de Vartavar, les personnes de tous âges sont autorisées à asperger les étrangers d'eau. Il est courant de voir des gens verser des seaux d'eau de balcons sur des personnes sans méfiance marchant au-dessous d'eux. Le festival est très populaire parmi les enfants, car c’est un jour où ils peuvent s’en tirer en faisant des farces. C'est également un moyen de se rafraîchir pendant les journées de juillet ou de fin juin, habituellement chaudes et sèches. 
La Fédération des clubs de jeunes d'Arménie (FYCA) organise chaque année le Festival international de Vartavar. Il se déroule annuellement dans le monastère médiéval de Geghard et au temple  de Garni.

## Dates

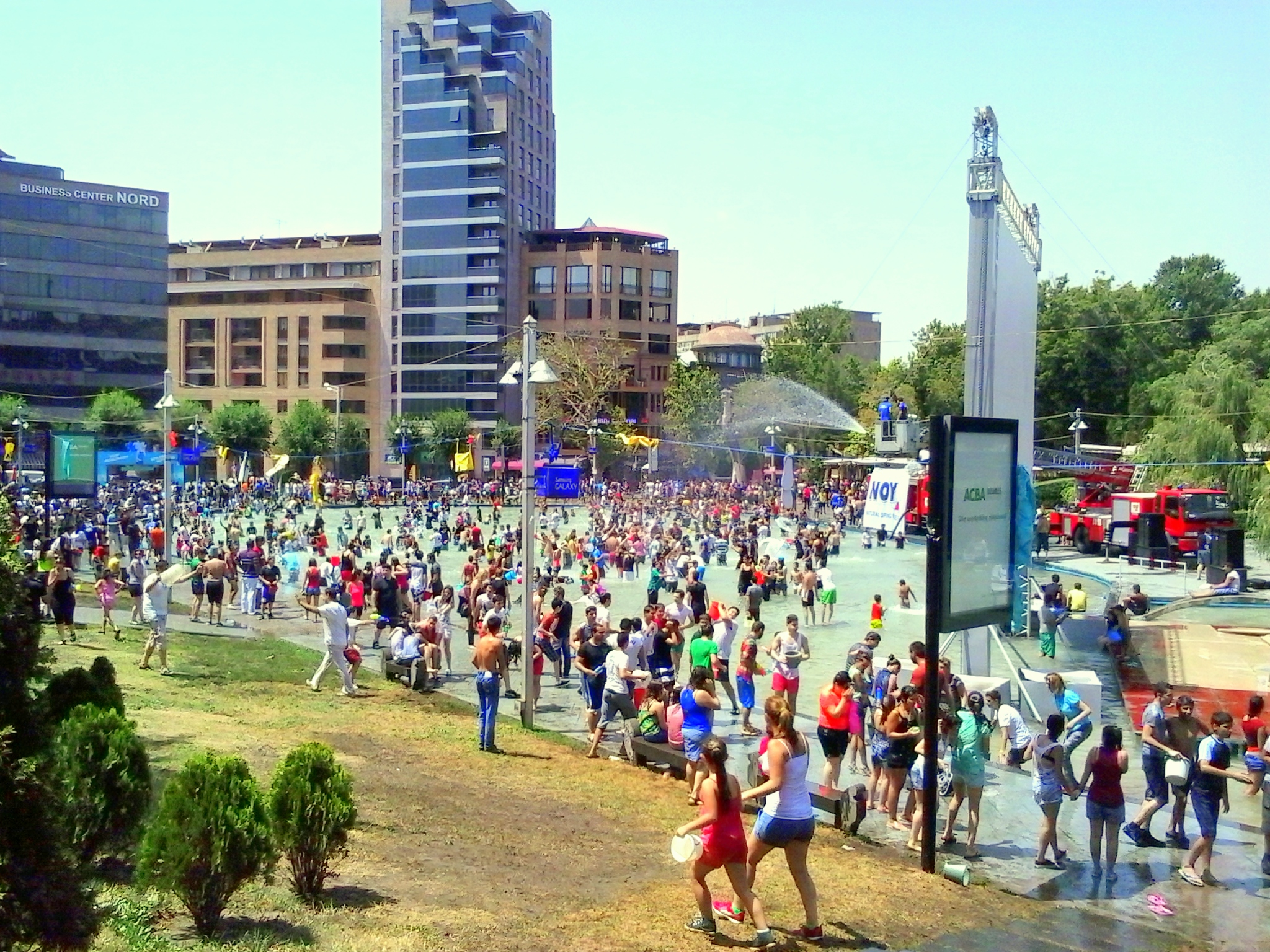
Vartavar au centre d'Erevan en 2014.

- 11 juillet 2010
- 31 juillet 2011
- 15 juillet 2012
- 7 juillet 2013
- 27 juillet 2014
- 12 juillet 2015
- 3 juillet 2016
- 23 juillet 2017
- 8 juillet 2018
- 28 juillet 2019
- 19 juillet 2020
- 11 juillet 2021
- 24 juillet 2022
- 16 juillet 2023
- 7 juillet 2024
- 27 juillet 2025
- 12 juillet 2026
- 4 juillet 2027
- 23 juillet 2028
- 8 juillet 2029
- 28 juillet 2030

## Galerie

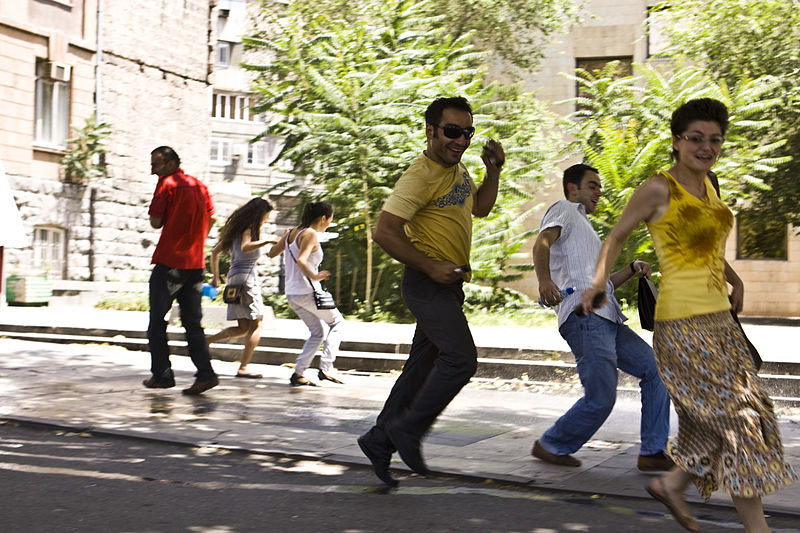
?
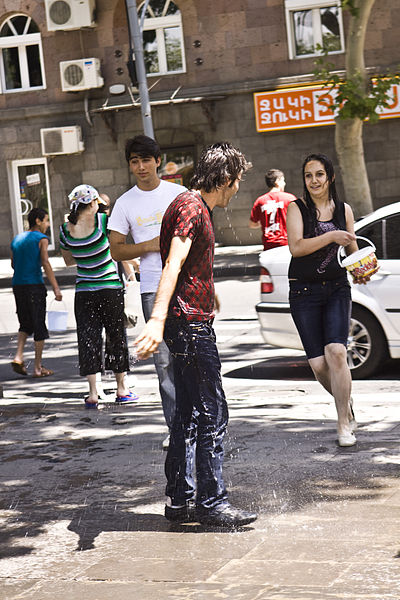
?
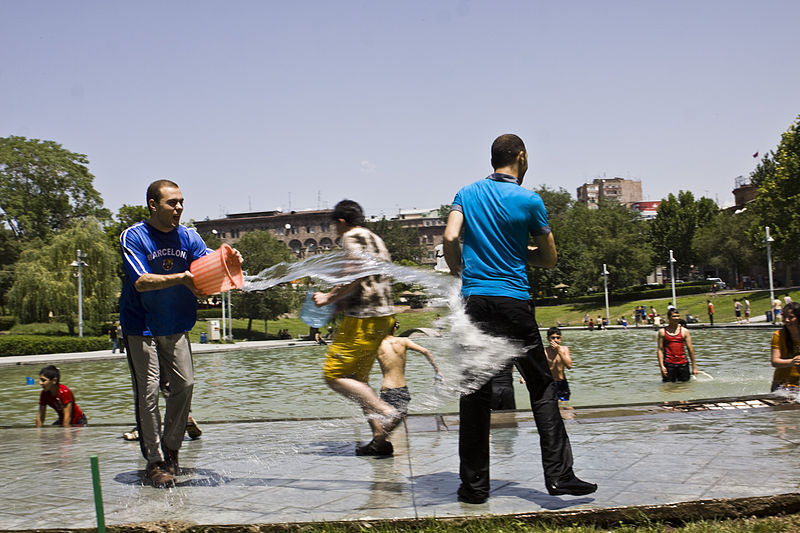
?
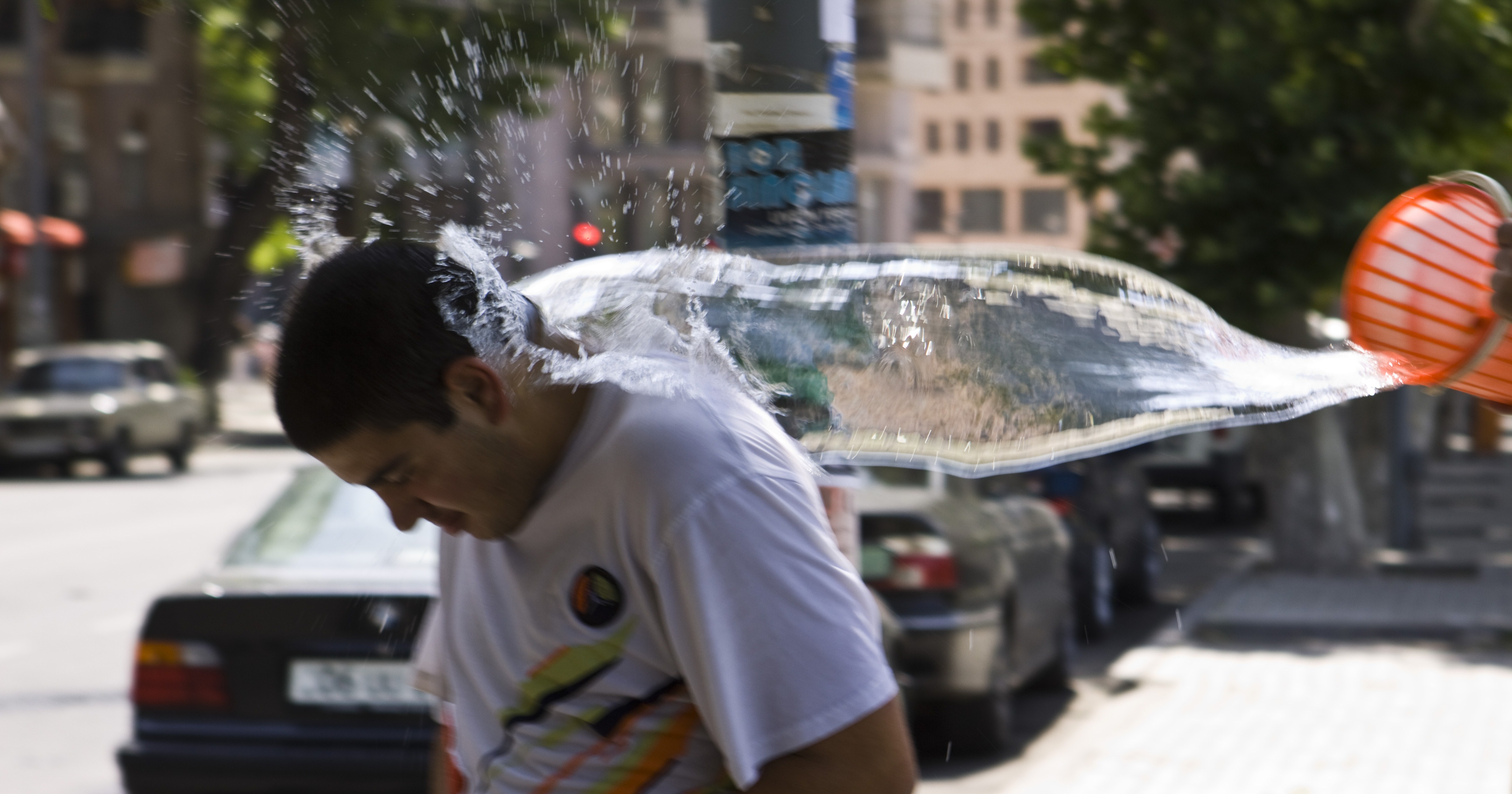
?
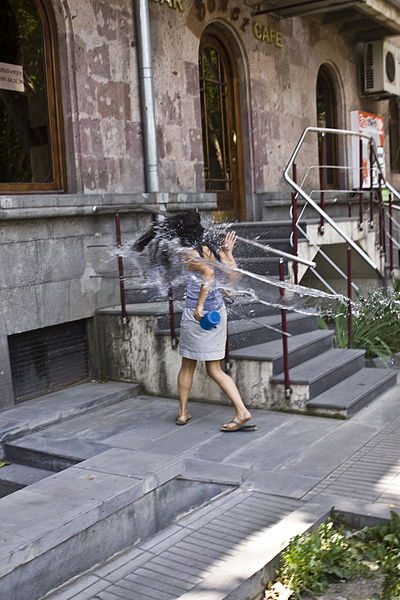
?
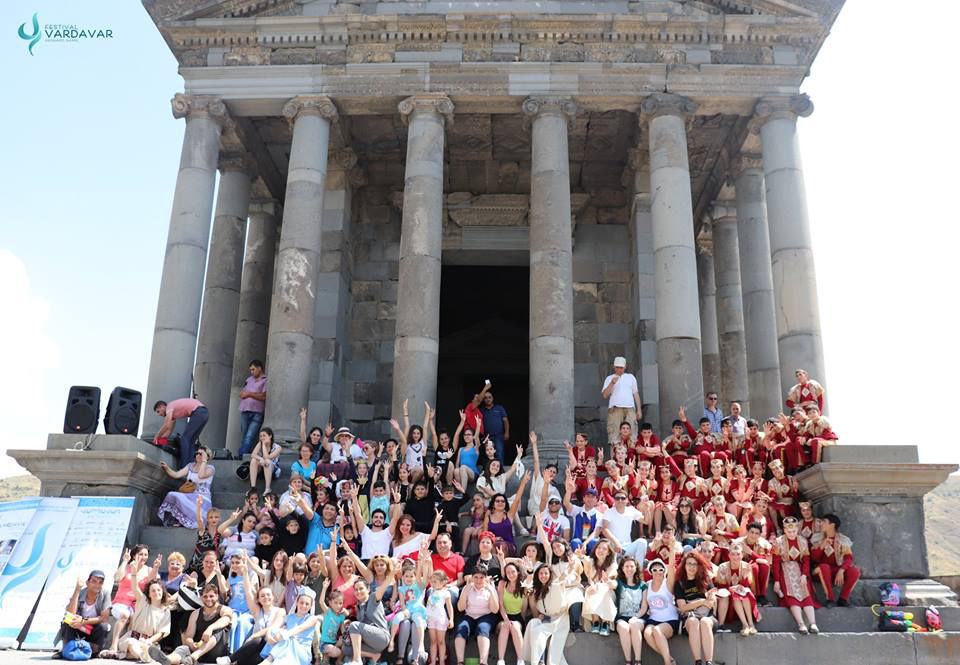
Vartavar au temple de Garni en 2014.
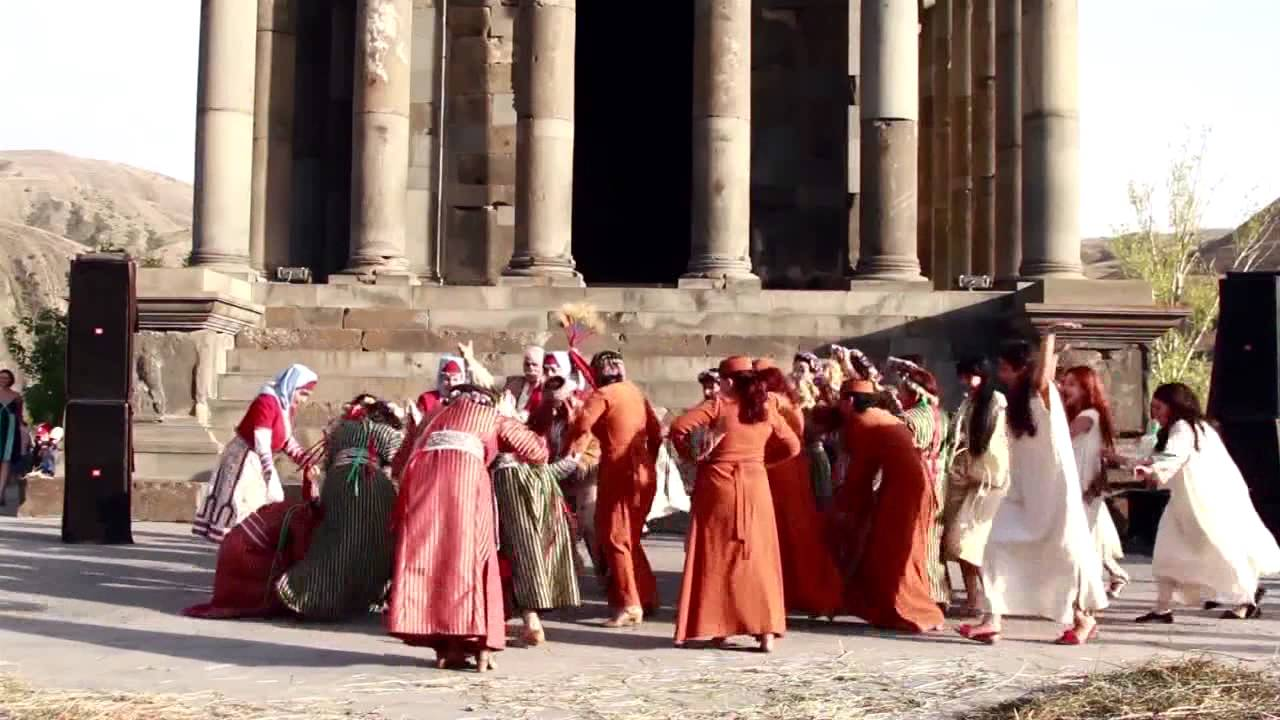
?
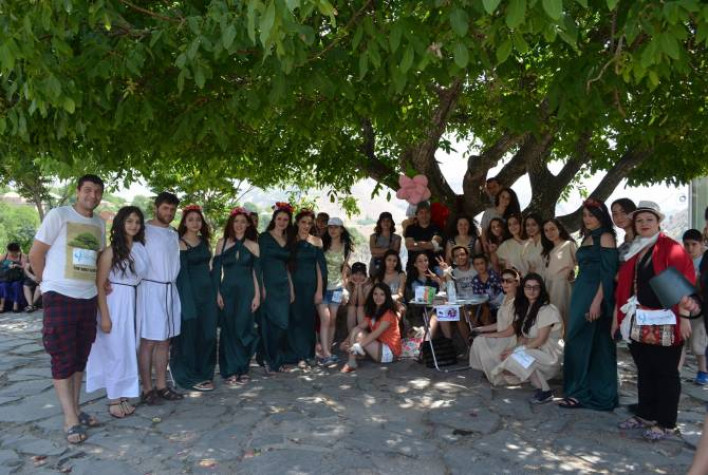
?